# 木尕拉镇
木尕拉镇，是中华人民共和国新疆维吾尔自治区和田地區于田县下辖的一个乡镇级行政单位。

## 行政区划
木尕拉镇下辖以下地区：
昆仑社区、建德社区、团结社区、玉城社区、吾斯塘贝希社区、艾提卡社区、塔乃贝希社区、墩巴格社区、古再村、阿热木喀木村、木尕库勒贝希村、喀尕村、阿勒村、吐格曼阔恰村、安代库勒贝希村、木尕拉村、巴什喀群村、阿亚格喀群村、英其开艾日克村、喀日曼村、阿斯廷奥依村、吾斯塘吾其村、空喀麻扎村、库开仁村和博斯坦村。